# بوشراحیل
بوشراحیل (به عربی: بوشراحیل) یک شهرداری در الجزایر است که در استان مدیه واقع شده‌است. بوشراحیل ۱۸٬۳۰۸ نفر جمعیت دارد.